# サタデードキュメント
『サタデードキュメント』は、2016年4月23日から2018年3月31日まで、毎週土曜10:00-11:00にBS-TBSで放送されていたドキュメンタリー番組。

## 番組概要
番組のコンセプトは『非・東京目線』宣言。地方に寄り添った温かい目線で、東京からは見えにくい“もう一つの日本の姿”を全国に届けている。
2018年3月31日で放送終了、翌4月7日より後継番組として『ドキュメントJ』が放送開始される予定。

## 出演者
- ナビゲーター：中村雅俊

## エンディングテーマ曲
- クリヤ・マコト『Sakura Garden』

## スタッフ
- 制作協力：エフエフ東放
- 製作著作：BS-TBS

## 放送リスト
| #  | 放送日         | 制作局                      | 作品タイトル                                               |
| -- | -------------- | --------------------------- | ---------------------------------------------------------- |
| １ | 2016年4月23日  | 【BSN】新潟放送             | ガラスの中の夢たち ～自然クリエイター 天野尚が遺したもの   |
| ２ | 2016年4月30日  | 【MBC】南日本放送           | 粘って拾って繋げ！ ～鹿児島商業高校バレーボール部          |
| ３ | 2016年5月7日   | 【TUT】チューリップテレビ   | いきがい ～95歳 現役菓子職人の明け暮れ                     |
| ４ | 2016年5月14日  | 【RSK】山陽放送             | 島の命を見つめて ～豊島の看護師・うたさん                  |
| ５ | 2016年5月21日  | 【MBS】毎日放送             | よみがえる科学者 ～水戸巌と3.11                            |
| ６ | 2016年5月28日  | 【RKB】RKB毎日放送          | タカがすべて！ ～父娘で探す鷹匠の明日                      |
| ７ | 2016年6月4日   | 【RBC】琉球放送             | うたは死なず ～かっちゃんとBEGIN                           |
| ８ | 2016年6月11日  | 【RSK】山陽放送             | 盲目の先生 命の授業 ～見えないから見えたもの               |
| ９ | 2016年6月18日  | 【BSN】新潟放送             | 長岡花火のキセキ ～白菊とフェニックス                      |
| 10 | 2016年6月25日  | 【RSK】山陽放送             | 魂の激突 ぼうばな ～勝山喧嘩だんじり                       |
| 11 | 2016年7月2日   | 【HBC】北海道放送           | 廃校はアカン！ ～熱血"ホンマちゃん"、北星余市高に生きる    |
| 12 | 2016年7月9日   | 【CBC】CBCテレビ            | 消えていく｢今｣ ～7秒の記憶と生きる                         |
| 13 | 2016年7月16日  | 【MBS】毎日放送             | ”自主避難” ～原発事故から5年・真実と風化                   |
| 14 | 2016年7月23日  | 【MBC】南日本放送           | ぼくの、メリット                                           |
| 15 | 2016年8月6日   | 【OBS】大分放送             | 神秘の蝶アサギマダラ ～2000キロを渡る旅                    |
| 16 | 2016年8月13日  | 【RKB】RKB毎日放送          | 千二百年！先祖物語                                         |
| 17 | 2016年8月20日  | 【RKB】RKB毎日放送          | 珊瑚の海深く ～沈没船が伝える戦争                          |
| 18 | 2016年8月27日  | 【CBC】CBCテレビ            | 漁師町のそば屋                                             |
| 19 | 2016年9月3日   | 【BSN】新潟放送             | 農ガール☆かなやん ～わたしの居場所・希望集落               |
| 20 | 2016年9月10日  | 【MBS】毎日放送             | 花の咲くとき ～こどもホスピスの３か月                      |
| 21 | 2016年9月17日  | 【MBS】毎日放送             | われらは八瀬童子 ～悠久の山里に生きる人々                  |
| 22 | 2016年10月1日  | 【MBC】南日本放送           | 世界の大波へ ～種子島と奄美大島からの挑戦                  |
| 23 | 2016年10月8日  | 【RKB】RKB毎日放送          | うちの子 ～自閉症という障害を持って                        |
| 24 | 2016年10月15日 | 【MBS】毎日放送             | ふつうのままで ～ある障がい者夫婦の日常                    |
| 25 | 2016年10月22日 | 【RKB】RKB毎日放送          | 春、38度線を越えて ～追憶の北朝鮮 子どもたちの引き揚げ     |
| 26 | 2016年10月29日 | 【RSK】山陽放送             | 盲学校をキルギスにも ～竹内先生 新たな挑戦                 |
| 27 | 2016年11月12日 | 【UTY】テレビ山梨           | 人生でっかく！ ～かぼちゃおやじ奮闘記                      |
| 28 | 2016年11月19日 | 【SBC】信越放送             | 俺たち男子新体操部                                         |
| 29 | 2016年11月26日 | 【SBS】静岡放送             | うたのちから ～人生楽しく生きナイト                        |
| 30 | 2016年12月3日  | 【HBC】北海道放送           | 最北の海女 ～石山ヨネ子、81歳の磯笛                        |
| 31 | 2016年12月10日 | 【RSK】山陽放送             | 声ふたたび ～声帯を失っても歌いたい                        |
| 32 | 2016年12月24日 | 【NBC】長崎放送             | みんな龍になった                                           |
| 33 | 2017年1月7日   | 【SBC】信越放送             | 鶴と亀とオレ                                               |
| 34 | 2017年1月14日  | 【NBC】長崎放送             | ふたり、時々、無人島                                       |
| 35 | 2017年1月21日  | 【SBS】静岡放送             | 里の時間 ～縁側で待つ人たち                                |
| 36 | 2017年1月28日  | 【RKB】RKB毎日放送          | クスノキからの贈り物 ～香りの宝石・樟脳を守る              |
| 37 | 2017年2月4日   | 【SBC】信越放送             | 田んぼのごはん ～野外保育のくじら雲                        |
| 38 | 2017年2月11日  | 【MBC】南日本放送           | 路の途中 ～なつかしゃの歌を探して                          |
| 39 | 2017年2月18日  | 【MBS】毎日放送             | 自衛官とその家族 ～戦後71年目の夏に                        |
| 40 | 2017年2月25日  | 【RCC】中国放送             | 8月6日の切符 ～あの日列車が走った                          |
| 41 | 2017年3月43日  | 【OBS】大分放送             | 生きて"カエル" ～海軍士官が残した書                        |
| 42 | 2017年3月11日  | 【TBC】東北放送／BS-TBS     | サタデードキュメントスペシャル「震災から６年～風の彼方に」 |
| 43 | 2017年3月18日  | 【RSK】山陽放送             | 田舎からニッポンを変える ～棚田村の挑戦者たち              |
| 44 | 2017年3月25日  | 【MBS】毎日放送             | 自主避難者はどこへ ～迫られる｢帰還｣か｢定住｣か              |
| 45 | 2017年4月1日   | 【TYS】テレビ山口           | どうかね、好きかね、元気かね ～嘉年小最後の一年            |
| 46 | 2017年4月15日  | 【RSK】山陽放送             | さくら ～なぜ日本人は桜に惹かれるのか                      |
| 47 | 2017年4月22日  | 【NBC】長崎放送             | そうめん地蔵                                               |
| 48 | 2017年4月29日  | 【MRT】宮崎放送             | 嗚呼！青春 宮崎応援団物語                                  |
| 49 | 2017年5月6日   | 【MRT】宮崎放送             | 西米良 ご長寿御一行様 平成のお江戸見物ツアー               |
| 50 | 2017年5月13日  | 【HBC】北海道放送           | 熱血栄養士！ おいしい給食のヒミツ                          |
| 51 | 2017年5月20日  | 【MBS】毎日放送             | がんとお金 ～“夢の薬”の光と影                              |
| 52 | 2017年5月27日  | 【NBC】長崎放送             | 赤子の涙が春を呼ぶ                                         |
| 53 | 2017年6月3日   | 【RSK】山陽放送             | 新見のワイナリー、世界へ ～日本ワインブームの中で          |
| 54 | 2017年6月10日  | 【RSK】山陽放送             | 池田動物園を救え！ ～カギは公営化？                        |
| 55 | 2017年6月17日  | 【RCC】中国放送             | ヒロシマの山 ～葬られた内部被ばく調査                      |
| 56 | 2017年6月24日  | 【MBS】毎日放送             | 支えて、支えられ ～生活保護の現場と「みさ姉」              |
| 57 | 2017年7月1日   | 【MBS】毎日放送             | 「生き心地の良い町」を訪ねて ～徳島・海部の人々            |
| 58 | 2017年7月8日   | 【SBS】静岡放送             | 雨にも負けず ～たけちゃんとふきちゃんのニジマス池          |
| 59 | 2017年7月15日  | 【HBC】北海道放送           | ラップで廃校阻止！ ～北星余市高・生徒会長の激闘486日       |
| 60 | 2017年7月22日  | 【RKB】RKB毎日放送          | 闘う弁護士                                                 |
| 61 | 2017年7月29日  | 【UTY】テレビ山梨           | アンニョンハセヨ！ワタシ桑ノ集落再生人 2011-2017           |
| 62 | 2017年8月5日   | 【SBS】静岡放送             | おひさま家族 ～色素性乾皮症を抱えて                        |
| 63 | 2017年8月12日  | 【SBS】静岡放送             | 英霊たちの記念写真 ～柳田芙美緒が見た戦争                  |
| 64 | 2017年8月19日  | 【NBC】長崎放送             | 長崎精霊流し                                               |
| 65 | 2017年8月26日  | 【IBC】アイビーシー岩手放送 | ミサヲさんの青春時代 ～時を越えた学びの時間                |
| 66 | 2017年9月2日   | 【SBC】信越放送             | 商店街のニューシネマパラダイス                             |
| 67 | 2017年9月9日   | 【BSN】新潟放送             | うつつの国 ～日本人数年 中国人70年                         |
| 68 | 2017年9月16日  | 【NBC】長崎放送             | 長崎のカクレキリシタン                                     |
| 69 | 2017年9月23日  | 【MBS】毎日放送             | 全村避難6年 ～福島・飯舘村と科学者の記録                   |
| 70 | 2017年9月30日  | 【RSK】山陽放送             | 孤高の牛飼い40年 ～和牛のルーツを守る                      |
| 71 | 2017年10月7日  | 【MRT】宮崎放送             | とどけ！こころの音 ～発達障害のピアニスト 野田あすか       |
| 72 | 2017年10月14日 | 【RSK】山陽放送             | 心ひとつ 秋空に舞う黄金色 ～さぬき豊浜ちょうさ祭           |
| 73 | 2017年10月21日 | 【RKK】熊本放送             | 命の記録 ～写真家 桑原史成の水俣                           |
| 74 | 2017年10月28日 | 【IBC】アイビーシー岩手放送 | 牛が笑う その日まで ～日本酪農の革命者たち                 |
| 75 | 2017年11月4日  | 【RKB】RKB毎日放送          | 攻防 蜂の巣城 ～巨大公共事業との闘い4660日                 |
| 76 | 2017年11月11日 | 【RKK】熊本放送             | 祖父の日記 ～時を超え 家族に伝える戦争の真実               |
| 77 | 2017年11月18日 | 【RSK】山陽放送             | 小学生レーサー 目指すはＦ１                                |
| 78 | 2017年11月25日 | 【RSK】山陽放送             | 聴こえない子を救いたい 〜岡山かなりや学園                  |
| 79 | 2017年12月2日  | 【MBC】南日本放送           | 響け！大隅から 〜高校生ミュージカル「ヒメとヒコ」          |
| 80 | 2017年12月9日  | 【TUY】テレビユー山形       | 若旦那の挑戦 〜よみがえれ101年目の温泉旅館                 |
| 81 | 2017年12月16日 | 【RCC】中国放送             | 原爆が遺した子ら 〜胎内被曝小頭児をささえて                |
| 82 | 2017年12月23日 | 【TUT】チューリップテレビ   | はりぼて 〜腐敗議会と記者たちの攻防                        |
| 83 | 2018年1月6日   | 【MBS】毎日放送             | 大阪・新世界物語 〜この町と生きる人たち                    |
| 84 | 2018年1月13日  | 【BSN】新潟放送             | 俺は工場(こうば)の鉄学者                                   |
| 85 | 2018年1月20日  | 【SBC】信越放送             | あなたのいない村 〜満蒙開拓を語り継ぐ                      |
| 86 | 2018年1月27日  | 【TYS】テレビ山口           | SLと男たち ～受け継がれる技                                |
| 87 | 2018年2月3日   | 【MRT】宮崎放送             | 私の森が消えた！ ～森林盗伐問題を追う                      |
| 88 | 2018年2月17日  | 【SBS】静岡放送             | おいしい魚の仕立て人 世界が絶賛！焼津の魚屋さん            |
| 89 | 2018年2月24日  | 【CBC】CBCテレビ            | スマホとクルマ                                             |
| 90 | 2018年3月3日   | 【MBC】南日本放送           | お日さまに照らされて 〜私とふるさとの先輩たち              |
| 91 | 2018年3月10日  | 【TUF】テレビユー福島       | 約束 〜飯舘村の花仙人                                      |
| 92 | 2018年3月17日  | 【UTY】テレビ山梨           | 我道驀進 〜鷹木信悟の挑戦                                  |
| 93 | 2018年3月24日  | 【SBC】信越放送             | これが私のけもの道 〜女猟師29歳の奮闘記                    |
| 94 | 2018年3月31日  | BS-TBS                      | 家族の肖像                                                 |